# Enrichetta Alfieri
Enrichetta Alfieri, imię świeckie Maria Angela Alfieri (ur. 23 lutego 1891 w Borgo Vercelli; zm. 23 listopada 1951 w Mediolanie) – włoska błogosławiona Kościoła katolickiego, zakonnica ze Zgromadzenia Sióstr Miłosierdzia św. Joanny Antydy Thouret.

## Życiorys
Maria Angela Alfieri urodziła się 23 lutego 1891 roku w Borgo Vercelli.
20 grudnia 1911 roku wstąpiła do Zgromadzenia Sióstr Miłosierdzia św. Joanny Antydy Thouret. Przyjęła wówczas imię zakonne Enrichetta Alfieri. W wieku 29 lat zachorowała i przez cztery lata była przykuta do łóżka. 
Po powrocie do zdrowia rozpoczęła pracę w więzieniu, gdzie była odpowiedzialna za oddział kobiecy w "San Vittore". Jej miłość do bliźnich oraz troska przyniosły jej przydomek "Matka San Vittore". 
W 1944 roku została aresztowana i uwięziona w obozie koncentracyjnym. Groziło jej rozstrzelanie, jednak uniknęła wyroku. Zmarła 23 listopada 1951 r..
Enrichetta Alfieri została beatyfikowana 26 czerwca 2011 roku przez Benedykta XVI w Mediolanie. 